# Bisaltes spegazzinii
Bisaltes spegazzinii es una especie de escarabajo longicornio del género Bisaltes, subfamilia Lamiinae. Fue descrita científicamente por Bruch en 1911.
Se distribuye por Argentina y Bolivia. Posee una longitud corporal de 8-13 milímetros. La dieta de Bisaltes spegazzinii se compone de plantas y arbustos de la familia Solanaceae, entre ellas, las especies Nicotiana glauca y Solanum chroniotrichum.